# تخزين الويب
تخزين الويب هي تقنية لتسجيل البيانات في متصفح الويب. يتيح التخزين المحلي للويب التسجيل المستمر، كما هو الحال مع ملفات تعريف الارتباط، ولكن بسعة أكبر بكثير، وهناك نوعان من التخزين المحلي على الويب: التخزين المحلي، وتخزين الجلسة، أي ما يعادل ملفات تعريف الارتباط الدائمة وملفات تعريف الارتباط للجلسة، على التوالي.

## الميزات

### حجم التخزين
ملفات تعريف الارتباط تصل إلى 4 كيلو بايت. ام تخزين الويب سعة تخزين أكبر بكثير:
يسمح متصفح أوبرا بـ 5 ميجابايت
يسمح متصفح سفاري بـ 5 ميجابايت
يسمح فايرفوكس بـ 10 ميجابايت
يسمح جوجل كروم بـ 10 ميجابايت (كانت 5 ميجابايت السابق)
يسمح إنترنت إكسبلورر بـ 10 ميجابايت.

### تخزين المحلي و تخزين الجلسة
تخزين الويب مساحتي تخزينٍ مختلفتين - التخزين المحلي وتخزين الجلسة - والتي تختلفان في نطاقهما وفترة صلاحيتهما. يتم تخزينُ البياناتِ في التخزين المحلي بمعدلِ المصدر - وهو مجموعةٌ من البروتوكولِ واسم المضيفِ ورقم المنفذِ كما هو محددٌ في سياسةِ الأصلِ نفسِه. تتوفَّر البياناتُ لجميع البرامج النصية المحمَّلة من صفحات المصدرِ نفسِه التي قامت سابقًا بتخزين البياناتِ وتستمرُ بعد إغلاق المتصفحِ. وبالتالي، لا يعاني تخزينُ الويب من مشكلاتِ ضعف سلامةِ وضعف سريةِ ملفات تعريف الارتباط، كما هو موضَّحٌ في RFC 6265. يتم تخزينُ تخزين الجلسةِ كلٌ منها بمعدل المصدرِ وبمعدل النسخةِ (لنافذةٍ أو لعلامةِ تبويبٍ) ومحدودٌ بفترةِ صلاحيةِ النسخة. يتمُّ تصميمُ تخزين الجلسةِ للسماحِ بتشغيل نسخٍ من التطبيقِ الويبِ نفسِهِ في نوافذِ مختلفةٍ دون التداخل مع بعضها البعض، وهو حالةِ استخدامٍ لا يتم دعمها بشكلٍ جيدٍ من قبل ملفات تعريف الارتباط.

## إدارة تخزين الويب
تُخزين كائنات الويب بشكل افتراضي في الإصدارات الحالية لجميع متصفحات الويب المدعومة، حيث يقوم مُصنعو المتصفحات بتوفير طرق لتمكين أو تعطيل تخزين الويب بشكلٍ أصلي، أو مسح "ذكرة التخزين المؤقت" لتخزين الويب. كما تتوفر نفس التحكم في تخزين الويب من خلال ملحقات المتصفحات من طرف الطرف الثالث. تُخزين كل كائنات تخزين الويب بشكلٍ مختلفٍ في كل متصفح.